# Most Merak Putih
Most Merah Putih (indonésky Jembatan Merah Putih) je zavěšený most v na ostrově Ambon v Indonésii. Rozkládá se na zálivu Ambon na stejnojmenném ostrově a spojuje čtvrt Sirimau na jihu s čtvrtí Teluk na severu města Ambon. Most je nejdelším mostem ve východní Indonésii a dominantou města Ambon.
Most zkracuje dobu cesty na letiště Pattimura na severu poloostrova Leihitu na severu města Ambon na poloostrově do Lei Timur na jihu. Před dokončením mostu bylo nutné obejít celou zátoku Ambon a cesta trvala asi 60 minut. Doba jízdy okolo zátoky byla na přibližně 30 minut.

## Historie
Stavba mostu začala 17. května 2011 s rozpočtem na 416,75 miliardy indonéských rupií. Po dokončení v roce 2014 nebyly náklady na stavbu mostu vzhledem k povětrnostním vlivům a překážkám v dodávkách stavebních materiálů dodrženy. V červnu 2015 již už bylo devadesát procent stavby mostu dokončeno, ale zemětřesení v prosinci 2015 opět odložilo jeho dokončení. Stavba mostu byla dokončena v roce 2016, náklady na jeho stavbu dosáhly celkové sumy 779,2 miliard indonéských rupií. Délka mostu je 1140 metrů, skládá se ze tří částí, přístupový most na straně vesnice Poka na severní straně je dlouhý 520 metrů, přístupový most na jižní na straně vesnice Galala je dlouhý 320 metrů, zavěšený most má délku 300 metrů. 4. dubna 2016 byl slavnostně otevřen most indonéským prezidentem Joko Widowem. V srpnu 2017 se na mostě konal mostní festival Merah Putih, který most propagoval jako národní turistickou atrakci Indonésie. Po zemětřesení v roce 2019 poblíž Ambonu se objevily trhliny v dilatačních spárách mostu, provoz ale nemusel být zastaven.

## Pojmenování
Most je pojmenován podle indonéské vlajky, která se v krátkosti nazývá Merah Putih, což jednoduše znamená „červená a bílá“. Existuje však i druhý význam jména. Během sektářských náboženských nepokojů mezi křesťany a muslimy v Molukách v letech 1999 až 2002 byly křesťanské skupiny nazývány „červenou skupinou“ a muslimské skupiny „bílou skupinou“. Most Merah-Putih je proto také symbolem míru, jednoty a solidarity mezi obyvateli Moluk.